# Tournoi des Six Nations féminin 2020
Cet article traite de l'épreuve féminine. Pour la compétition masculine, voir Tournoi des Six Nations masculin 2020.
Pour un article plus général, voir Tournoi des Six Nations féminin.
Navigation
Tournoi féminin 2019 Tournoi féminin 2021
Le Tournoi des Six Nations féminin 2020 est la vingt-cinquième édition du Tournoi, une compétition annuelle de rugby à XV, et la dix-neuvième disputée par six équipes européennes : Angleterre, pays de Galles, Irlande, France, Écosse et Italie.
Initialement prévu du 2 février au 15 mars 2020, le tournoi se déroule en deux phases en raison de la Pandémie de Covid-19, six matchs étant reportés du 24 octobre au 5 décembre 2020.
Les trois équipes qui ont en 2020 l'avantage de jouer un match de plus à domicile que les autres sont la France, l'Irlande et le pays de Galles. Pour la deuxième année, le tournoi voit le développement de la professionnalisation, avec des contrats fédéraux pour les joueuses anglaises et françaises.  

## Calendriers des matchs

Nations participantes au Tournoi

Le calendrier des matchs du tournoi 2020 est annoncé par l'organisateur le 12 septembre 2019.
Le match de la deuxième journée entre l'Écosse et l'Angleterre est reporté du 9 au 10 février pour des raisons de sécurité étant donné les conditions météorologiques causées par la tempête Ciara.
Le match de la troisième journée entre l'Italie et l'Écosse est reporté à cause de l'épidémie de Covid-19 qui sévit sur l'Italie, surtout dans la région de Milan. Dans ce contexte, les organisateurs du Tournoi annoncent que les matchs Irlande-Italie (masculin, féminin et moins de 20 ans), prévu le week-end du 7 et 8 mars, sont aussi reportés à une date ultérieure. Le 5 mars, la rencontre Italie-Angleterre qui devait se dérouler le 15 mars à Padoue est également reportée pour les mêmes raisons. Le 6 mars, c'est au tour de la rencontre Écosse - France d'être reportée après qu'une joueuse écossaise soit touchée par le Covid-19.  
Les heures sont données dans les fuseaux utilisés par le pays qui reçoit : WET (UTC+0) dans les îles Britanniques et CET (UTC+1) en France et en Italie.
| Le 2 février à 13 h 30 | Stade du Hameau, Pau            | France         | 13 - 19 | Angleterre |
| Le 2 février à 13 h 0  | Donnybrook Rugby Ground, Dublin | Irlande        | 18 - 14 | Écosse     |
| Le 2 février à 13 h 0  | Cardiff Arms Park, Cardiff      | Pays de Galles | 15 - 19 | Italie     |

| Le 8 février à 21 h 0 (Trophée Garibaldi) | Stade Beaublanc, Limoges        | France  | 45 - 10 | Italie         |
| Le 9 février à 13 h 0                     | Donnybrook Rugby Ground, Dublin | Irlande | 31 - 12 | Pays de Galles |
| Le 10 février à 13 h 30                   | Scotstoun Stadium, Glasgow      | Écosse  | 0 - 53  | Angleterre     |

| Le 23 février à 12 h 0  | Cardiff Arms Park, Cardiff         | Pays de Galles | 0 - 50 | France  |
| Le 23 février à 12 h 45 | Castle Park, Doncaster             | Angleterre     | 27 - 0 | Irlande |
| Annulé                  | Stadio Giovanni Mari (it), Legnano | Italie         | -      | Écosse  |

| Le 7 mars à 12 h 5      | The Stoop, Twickenham           | Angleterre | 66 - 7  | Pays de Galles |
| Le 24 octobre à 18 h 30 | Donnybrook Rugby Ground, Dublin | Irlande    | 21 - 7  | Italie         |
| Le 25 octobre à 15 h 5  | Scotstoun Stadium, Glasgow      | Écosse     | 13 - 13 | France         |

| Annulé                 |                            | France         | -      | Irlande    |
| Annulé                 | Cardiff Arms Park, Cardiff | Pays de Galles | -      | Écosse     |
| Le 1er novembre à 18 h | Stadio Plebiscito, Padoue  | Italie         | 0 - 54 | Angleterre |

## Classement
| Rang | Équipe         | J | V | N | D | Em | Ee | Bo | Bd | Pm  | Pe  | Diff | Pts |
| ---- | -------------- | - | - | - | - | -- | -- | -- | -- | --- | --- | ---- | --- |
| 1    | Angleterre (T) | 5 | 5 | 0 | 0 | 34 | 2  | 4  | 0  | 219 | 20  | +199 | 27  |
| 2    | France         | 4 | 2 | 1 | 1 | 15 | 5  | 2  | 1  | 121 | 42  | +79  | 13  |
| 3    | Irlande        | 4 | 3 | 0 | 1 | 11 | 10 | 1  | 0  | 70  | 60  | +10  | 13  |
| 4    | Italie         | 4 | 1 | 0 | 3 | 5  | 19 | 0  | 0  | 36  | 135 | -99  | 4   |
| 5    | Écosse         | 3 | 0 | 1 | 2 | 3  | 13 | 0  | 1  | 27  | 84  | -57  | 3   |
| 6    | Pays de Galles | 4 | 0 | 0 | 4 | 5  | 26 | 0  | 1  | 34  | 166 | -132 | 1   |

|  | Vainqueur du tournoi       |
|  | T : Tenante du titre 2019. |

Attribution des points de classement Pts : quatre points pour une victoire, deux points pour un match nul, zéro en cas de défaite, un point si au moins 4 essais marqués, un point en cas de défaite avec moins de 8 points d'écart, trois points en cas de Grand Chelem.
Règles de classement : 1. points ; 2. différence de points de match ; 3. nombre d'essais marqués ; 4. titre partagé.

## Actrices du Tournoi des Six Nations

### Joueuses

#### Angleterre
L'annonce des joueuses est faite le 27 janvier 2020 par Simon Middleton.
| Entraîneur | Entraîneur             | Simon Middleton (en)                                                   |
| Avants     | Pilier                 | Sarah Bern, Vicky Fleetwood (en), Hannah Botterman, Heather Kerr (en)  |
| Avants     | Talonneur              | Lark Davies, Amy Cokayne, Vickii Cornborough                           |
| Avants     | Deuxième ligne         | Abbie Scott, Rowena Burnfield, Zoe Aldcroft, Morwenna Talling          |
| Avants     | Troisième ligne aile   | Poppy Cleall, Shaunagh Brown, Harriet Millar-Mills (en), Amelia Harper |
| Avants     | Troisième ligne centre | Sarah Hunter , Sarah Beckett, Bryony Cleall                            |
| Arrières   | Demi de mêlée          | Leanne Riley, Natasha Hunt                                             |
| Arrières   | Demi d'ouverture       | Katy McLean, Zoe Harrison, Kelly Smith, Emily Scott (en)               |
| Arrières   | Centre                 | Amber Reed, Millie Wood                                                |
| Arrières   | Ailier                 | Abigail Dow, Jessica Breach, Claudia MacDonald, Lydia Thompson         |
| Arrières   | Arrière                | Sarah McKenna, Emily Scarratt                                          |

#### France
L'encadrement de l'équipe de France annonce le 16 janvier 2020 une liste de 30 joueuses. 
| Entraîneur | Entraîneur             | Annick Hayraud                                                                                   |
| Avants     | Pilier                 | Lise Arricastre, Annaëlle Deshayes, Clara Joyeux, Maïlys Dhia Traoré, Laure Touyé, Rose Bernadou |
| Avants     | Talonneur              | Agathe Sochat, Caroline Thomas                                                                   |
| Avants     | Deuxième ligne         | Céline Ferer, Audrey Forlani, Madoussou Fall, Lénaïg Corson                                      |
| Avants     | Troisième ligne aile   | Coumba Diallo, Gaëlle Hermet , Safi N'Diaye                                                      |
| Avants     | Troisième ligne centre | Romane Ménager, Émeline Gros                                                                     |
| Arrières   | Demi de mêlée          | Pauline Bourdon, Laure Sansus, Yanna Rivoalen                                                    |
| Arrières   | Demi d'ouverture       | Morgane Peyronnet, Nassira Konde, Camille Imart                                                  |
| Arrières   | Centre                 | Gabrielle Vernier, Camille Boudaud                                                               |
| Arrières   | Ailier                 | Marine Ménager, Julie Annery, Cyrielle Banet, Marie-Aurélie Castel                               |
| Arrières   | Arrière                | Caroline Boujard, Jessy Trémoulière                                                              |

#### Galles
L'encadrement de l'équipe du pays de Galles annonce le 13 janvier 2020 une liste de 34 joueuses.
| Entraîneur | Entraîneur             | Chris Horsman, Geraint Lewis, Gareth Wyatt                                                         |
| Avants     | Pilier                 | Laura Bleehen, Cerys Hale, Cara Hope, Sarah Lawrence, Ruth Lewis, Gwenllian Pyrs, Caryl Thomas     |
| Avants     | Talonneur              | Molly Kelly                                                                                        |
| Avants     | Deuxième ligne         | Gwen Crabb, Siwan Lillicrap ,                                                                      |
| Avants     | Troisième ligne aile   | Alisha Butchers, Alex Callender, Abbie Fleming, Manon Johnes, Robyn Lock                           |
| Avants     | Troisième ligne centre | Georgia Evans, Shona Powell Hughes                                                                 |
| Arrières   | Demi de mêlée          | Keira Bevan, Niamh Terry                                                                           |
| Arrières   | Demi d'ouverture       | Kayleigh Powell                                                                                    |
| Arrières   | Centre                 | Alecs Donovan, Hannah Jones, Courtney Keight, Kerin Lake, Megan Webb, Robyn Wilkins, Lleucu George |
| Arrières   | Ailier                 | Hannah Bluck, Jasmine Joyce, Caitlin Lewis, Ffion Lewis, Lisa Neumann                              |
| Arrières   | Arrière                | Bethan Lewis, Paige Rendall, Lauren Smyth                                                          |

#### Irlande
Adam Griggs annonce le 30 janvier 2020 une liste de 24 joueuses.

#### Italie
Andrea Di Giandomenico annonce le 15 janvier 2020 une liste de 30 joueuses.
| Entraîneur | Entraîneur             | Andrea Di Giandomenico (it)                                          |
| Avants     | Pilier                 | Silvia Arpano, Lucia Gai, Michela Merlo, Erika Skofca, Silvia Turani |
| Avants     | Talonneur              | Melissa Bettoni, Giulia Cerato                                       |
| Avants     | Deuxième ligne         | Giordana Duca, Valeria Fedrighi, Valentina Ruzza (it), Sara Tounesi  |
| Avants     | Troisième ligne aile   | Lucia Cammarano, Giada Franco, Francesca Sberna, Francesca Sgorbini  |
| Avants     | Troisième ligne centre | Elisa Giordano , Ilaria Arrighetti                                   |
| Arrières   | Demi de mêlée          | Sara Barattin, Sofia Stefan                                          |
| Arrières   | Demi d'ouverture       | Micol Cavina, Veronica Madia, Laura Paganini                         |
| Arrières   | Centre                 | Beatrice Capomaggi, Beatrice Rigoni, Michela Sillari                 |
| Arrières   | Ailier                 | Maria Magatti, Benedetta Mancini, Aura Muzzo, Camilla Sarasso,       |
| Arrières   | Arrière                | Vittoria Ostuni Minuzzi                                              |

### Arbitres
Les arbitres sont annoncés le 10 décembre 2019 par World Rugby. (Les arbitres de champs sont en gras).
| Rugby Europe | Rugby Europe | Oceania Rugby                       | Rugby Afrique          |
| --- | --- | ----------------------------------- | ---------------------- |
| - Beatrice Benvenuti - Sara Cox - Clare Daniels - Hollie Davidson - Doriane Domenjo - Alan Falzone - Éric Gauzins - David Grashoff - Aurélie Groizeleau - Olly Hodges | - Claire Hodnett - Francesca Martin - Simon McDowell - Clara Munarini - Joy Neville - Nikki O'Donnell - Neil Paterson - Stefano Penne - Katherine Ritchie - Beatrice Smussi | - Rebecca Mahoney - Amber McLachlan | - Aimee Barrett-Theron |

## Statistiques individuelles

### Meilleure joueuse du Tournoi

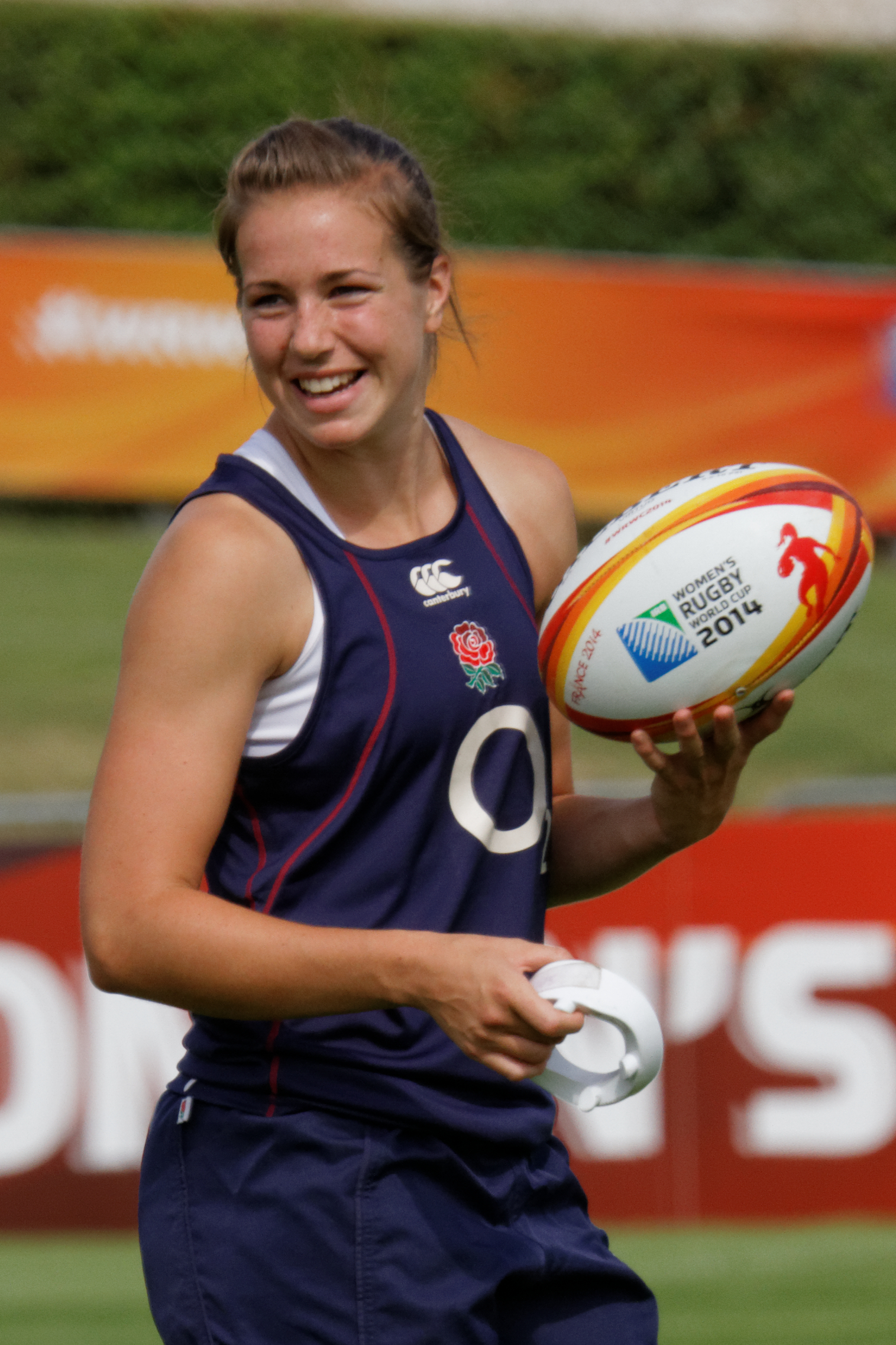
Emily Scarratt, élue meilleure joueuse du Tournoi.

Pour la première année, une récompense de meilleure joueuse du Tournoi est remise à la joueuse qui récolte le plus de voix parmi les entraîneurs et capitaines de chaque équipe dans le Tournoi. L'anglaise Emily Scarratt est élue meilleure joueuse de la compétition en 2020.

### Meilleures marqueuses
| Rang | Joueuse                 | Équipe     | Essais |
| ---- | ----------------------- | ---------- | ------ |
| 1    | Cyrielle Banet          | France     | 4      |
| 1    | Abigail Dow             | Angleterre | 4      |
| 1    | Laure Sansus            | France     | 4      |
| 4    | Poppy Cleall            | Angleterre | 3      |
| 4    | Victoria Fleetwood (en) | Angleterre | 3      |
| 6    | Julie Annery            | France     | 2      |
| 6    | Jessica Breach          | Angleterre | 2      |
| 6    | Sarah Hunter            | Angleterre | 2      |
| 6    | Sarah McKenna           | Angleterre | 2      |
| 6    | Cliodhna Moloney        | Irlande    | 2      |
| 6    | Béibhinn Parsons        | Irlande    | 2      |
| 6    | Abbie Scott             | Angleterre | 2      |

### Meilleures réalisatrices
| Rang | Joueur                  | Équipe     | Points | Essais | Transf. | Pén. | Drops |
| ---- | ----------------------- | ---------- | ------ | ------ | ------- | ---- | ----- |
| 1    | Emily Scarratt          | Angleterre | 40     | 1      | 16      | 1    | 0     |
| 2    | Jessy Trémoulière       | France     | 29     | 0      | 10      | 3    | 0     |
| 3    | Cyrielle Banet          | France     | 20     | 4      | 0       | 0    | 0     |
| 3    | Abigail Dow             | Angleterre | 20     | 4      | 0       | 0    | 0     |
| 3    | Laure Sansus            | France     | 20     | 4      | 0       | 0    | 0     |
| 6    | Poppy Cleall            | Angleterre | 15     | 3      | 0       | 0    | 0     |
| 6    | Victoria Fleetwood (en) | Angleterre | 15     | 3      | 0       | 0    | 0     |
| 8    | Julie Annery            | France     | 10     | 2      | 0       | 0    | 0     |
| 8    | Jessica Breach          | Angleterre | 10     | 2      | 0       | 0    | 0     |
| 8    | Sarah Hunter            | Angleterre | 10     | 2      | 0       | 0    | 0     |
| 8    | Sarah McKenna           | Angleterre | 10     | 2      | 0       | 0    | 0     |
| 8    | Cliodhna Moloney        | Irlande    | 10     | 2      | 0       | 0    | 0     |
| 8    | Béibhinn Parsons        | Irlande    | 10     | 2      | 0       | 0    | 0     |
| 8    | Abbie Scott             | Angleterre | 10     | 2      | 0       | 0    | 0     |

## Feuilles de matchs

### Première journée
| 2 février 2020 13 h 30 UTC+1 | France bd                                                                                                | 13 - 19 (10 - 12) | Angleterre                                                                                            | Stade du Hameau, Pau Arbitre : Aimee Barrett-Theron |
| 2 février 2020 13 h 30 UTC+1 | Essai(s) : 1 Sansus (23e) Transformation(s) : 1 Trémoulière (24e) Pénalité(s) : 2 Trémoulière (35e, 74e) | Rapport           | Essai(s) : 3 Dow (8e), Fleetwood (en) (17e), Scarratt (61e) Transformation(s) : 2 Scarratt (19e, 62e) | Stade du Hameau, Pau Arbitre : Aimee Barrett-Theron |
| 2 février 2020 13 h 30 UTC+1 | | Rapport           | | Stade du Hameau, Pau Arbitre : Aimee Barrett-Theron |

| 2 février 2020 13 h UTC | Irlande | 18 - 14 (13 - 7) | Écosse bd                                                                                     | Donnybrook Rugby Ground, Dublin Arbitre : Aurélie Groizeleau |
| 2 février 2020 13 h UTC | Essai(s) : 3 Moloney (10e), Naoupu (en) (15e), Parsons (67e) Pénalité(s) : 1 Murphy (en) (5e) Carton(s) jaune(s) : 1 Lyons (en) (74e) | Rapport          | Essai(s) : 2 Thomson (40e), Wassell (76e) Transformation(s) : 2 Nelson (40e+1), Skeldon (77e) | Donnybrook Rugby Ground, Dublin Arbitre : Aurélie Groizeleau |
| 2 février 2020 13 h UTC | | Rapport          |                                                                                               | Donnybrook Rugby Ground, Dublin Arbitre : Aurélie Groizeleau |

| 2 février 2020 13 h UTC | Pays de Galles bd                                                                                            | 15 - 19 (10 - 5) | Italie                                                                                           | Cardiff Arms Park, Cardiff Arbitre : Sara Cox |
| 2 février 2020 13 h UTC | Essai(s) : 2 H. Jones (37e), K. Jones (65e) Transformation(s) : 1 Wilkins (39e) Pénalité(s) : 1 Wilkins (4e) | Rapport          | Essai(s) : 3 Bettoni (33e), Magatti (54e), Stefan (59e) Transformation(s) : 2 Sillari (56e, 60e) | Cardiff Arms Park, Cardiff Arbitre : Sara Cox |
| 2 février 2020 13 h UTC | | Rapport          |                                                                                                  | Cardiff Arms Park, Cardiff Arbitre : Sara Cox |

### Deuxième journée
| 8 février 2020 21 h UTC+1 | France bo | 45 - 10 (24 - 10) | Italie                                                                                           | Stade Beaublanc, Limoges Arbitre : Hollie Davidson |
| 8 février 2020 21 h UTC+1 | Essai(s) : 6 Forlani (4e), Banet (16e, 31e), Annery (43e), de pénalité (77e), Sansus (80e) Transformation(s) : 6 Trémoulière (5e, 17e, 32e, 44e), de pénalité (77e), Bourdon (80e+1) Pénalité(s) : 1 Trémoulière (11e) | Rapport           | Essai(s) : 1 Barattin (40e+4) Transformation(s) : 1 Sillari (40e+5) Pénalité(s) : 1 Sillari (26e | Stade Beaublanc, Limoges Arbitre : Hollie Davidson |
| 8 février 2020 21 h UTC+1 | | Rapport           |                                                                                                  | Stade Beaublanc, Limoges Arbitre : Hollie Davidson |

Le match est initialement prévu le 9 février mais est reporté au lendemain en raison de la tempête Ciara.
| 10 février 2020 13 h 30 UTC | Écosse | 0 - 53 (0 - 22) | Angleterre bo | Scotstoun Stadium, Glasgow Arbitre : Clara Munarini |
| 10 février 2020 13 h 30 UTC |        | Rapport         | Essai(s) : 8 Bern (2e), Breach (30e), Dow (36e, 55e), Scott (en) (42e, 48e), Hunter (63e), MacDonald (76e) Transformation(s) : 5 Scarratt (3e, 37e, 48e, 64e, 77e) Pénalité(s) : 1 Scarratt (18e) | Scotstoun Stadium, Glasgow Arbitre : Clara Munarini |
| 10 février 2020 13 h 30 UTC |        | Rapport         | | Scotstoun Stadium, Glasgow Arbitre : Clara Munarini |

| 9 février 2020 13 h UTC | Irlande bo | 31 - 12 (17 - 5) | Pays de Galles                                                                                                  | Donnybrook Rugby Ground, Dublin Arbitre : Aimee Barrett-Theron |
| 9 février 2020 13 h UTC | Essai(s) : 5 Parsons (11e), Moloney (26e), Delany (32e), Djougang (42e), de pénalité (80e) Transformation(s) : 3 Keohane (27e, 43e), de pénalité (80e) | Rapport          | Essai(s) : 2 Smyth (32e), Lillicrap (46e) Transformation(s) : 1 Wilkins (47e) Carton(s) jaune(s) : 1 Pyrs (34e) | Donnybrook Rugby Ground, Dublin Arbitre : Aimee Barrett-Theron |
| 9 février 2020 13 h UTC | | Rapport          | | Donnybrook Rugby Ground, Dublin Arbitre : Aimee Barrett-Theron |

### Troisième journée
| 23 février 2020 12 h UTC | Pays de Galles | 0 - 50 (0 - 19) | France bo | Cardiff Arms Park, Cardiff Arbitre : Nikki O'Donnell |
| 23 février 2020 12 h UTC |                | Essai(s) : 8 Banet (3e, 37e), Sansus (29e, 50e), N'Diaye (46e), M. Ménager (62e), Annery (66e), Boudaud (76e) Transformation(s) : 5 Trémoulière (30e, 38e, 47e, 63e, 77e) |           | Cardiff Arms Park, Cardiff Arbitre : Nikki O'Donnell |
| 23 février 2020 12 h UTC |                | |           | Cardiff Arms Park, Cardiff Arbitre : Nikki O'Donnell |

| 23 février 2020 12 h 45 UTC | Angleterre bo | 27 - 0 (22 - 0) | Irlande | Castle Park, Doncaster Arbitre : Hollie Davidson |
| 23 février 2020 12 h 45 UTC | Essai(s) : 5 Hunter (2e), Dow (13e), Breach (27e), Fleetwood (en) (39e), McKenna (59e) Transformation(s) : 1 Scarratt (3e) |                 |         | Castle Park, Doncaster Arbitre : Hollie Davidson |
| 23 février 2020 12 h 45 UTC | |                 |         | Castle Park, Doncaster Arbitre : Hollie Davidson |

| Annulé | Italie | – | Écosse | Stadio Giovanni Mari (it), Legnano Arbitre : Joy Neville |
| Annulé |        |   |        | Stadio Giovanni Mari (it), Legnano Arbitre : Joy Neville |
| Annulé |        |   |        | Stadio Giovanni Mari (it), Legnano Arbitre : Joy Neville |

### Quatrième journée
| 7 mars 2020 12 h 5 UTC | Angleterre bo | 66 - 7 (26 - 0) | Pays de Galles                                                         | The Stoop, Twickenham Arbitre : Amber McLachlan |
| 7 mars 2020 12 h 5 UTC | Essai(s) : 10 P. Cleall (5e, 11e, 50e), McLean (27e), Fleetwood (en) (38e), Millar-Mills (en) (42e), Cokayne (55e), Aldcroft (65e), Botterman (70e), McKenna (78e) Transformation(s) : 8 Scarratt (7e, 12e, 39e, 43e, 51e, 55e, 66e, 71e) Carton(s) jaune(s) : 1 Hunt (62e) |                 | Essai(s) : 1 de pénalité (62e) Transformation(s) : 1 de pénalité (62e) | The Stoop, Twickenham Arbitre : Amber McLachlan |
| 7 mars 2020 12 h 5 UTC | |                 |                                                                        | The Stoop, Twickenham Arbitre : Amber McLachlan |

| 24 octobre 2020 18 h 30 GMT | Irlande | 21 - 7 (14 - 7) | Italie                                                         | Donnybrook Rugby Ground, Dublin Arbitre : Rebecca Mahoney |
| 24 octobre 2020 18 h 30 GMT | Essai(s) : 3 Peat (en) (37e), Molloy (en) (40e), de pénalité (78e) Transformation(s) : 3 Tyrrell (38e, 40e), de pénalité (78e) |                 | Essai(s) : 1 Bettoni (15e) Transformation(s) : 1 Sillari (16e) | Donnybrook Rugby Ground, Dublin Arbitre : Rebecca Mahoney |
| 24 octobre 2020 18 h 30 GMT | |                 |                                                                | Donnybrook Rugby Ground, Dublin Arbitre : Rebecca Mahoney |

| 25 octobre 2020 19 h 45 UTC | Écosse                                                                                                 | 13 - 13 (3 - 8) | France                                                                    | Scotstoun Stadium, Glasgow Arbitre : Sara Cox |
| 25 octobre 2020 19 h 45 UTC | Essai(s) : 1 Shankland (en) (73e) Transformation(s) : 1 Nelson (73e) Pénalité(s) : 2 Nelson (12e, 64e) |                 | Essai(s) : 2 N'Diaye (6e), Sochat (45e) Pénalité(s) : 1 Trémoulière (22e) | Scotstoun Stadium, Glasgow Arbitre : Sara Cox |
| 25 octobre 2020 19 h 45 UTC | |                 |                                                                           | Scotstoun Stadium, Glasgow Arbitre : Sara Cox |

### Cinquième journée
| Annulé | Pays de Galles | – | Écosse | Cardiff Arms Park, Cardiff Arbitre : Rebecca Mahoney |
| Annulé |                |   |        | Cardiff Arms Park, Cardiff Arbitre : Rebecca Mahoney |
| Annulé |                |   |        | Cardiff Arms Park, Cardiff Arbitre : Rebecca Mahoney |

| Annulé | France | – | Irlande | Stadium Lille Métropole, Villeneuve-d'Ascq Arbitre : Amber McLachlan |
| Annulé |        |   |         | Stadium Lille Métropole, Villeneuve-d'Ascq Arbitre : Amber McLachlan |
| Annulé |        |   |         | Stadium Lille Métropole, Villeneuve-d'Ascq Arbitre : Amber McLachlan |

| 1er novembre 2020 18h00 UTC+1 | Italie | 0 - 54 (0 - 28) | Angleterre bo | Stadio Plebiscito, Padoue Arbitre : Aurélie Groizeleau |
| 1er novembre 2020 18h00 UTC+1 |        | Essai(s) : 8 Kildunne (4e), P. Cleall (16e), Scarratt (31e), Ward (36e), Bern (59e), Breach (69e), Infante (78e), Packer (80e+2) Transformation(s) : 7 Scarratt (6e, 17e, 32e, 37e, 60e), Harrison (79e, 80e+3) |               | Stadio Plebiscito, Padoue Arbitre : Aurélie Groizeleau |
| 1er novembre 2020 18h00 UTC+1 |        | |               | Stadio Plebiscito, Padoue Arbitre : Aurélie Groizeleau |

## Diffusion TV
- France : France Télévisions dispose des droits jusqu'en 2021[17]. France 2 et France 4 diffusent respectivement deux et trois matchs de l'équipe de France.